# ألف كلينغينبيرغ
ألف كلينغينبيرغ (بالنرويجية البوكمول: Alf Klingenberg)‏ هو عازف بيانو وملحن نرويجي، ولد في 8 سبتمبر 1867 في تروندهايم في النرويج، وتوفي في 20 أبريل 1944 في Østre Gausdal Municipality ‏ في النرويج.